# Спєшнєв Олексій Володимирович
Спєшнєв Олексій Володимирович  (27 березня 1911, Харків — 1994, Москва) — радянський і російський кінодраматург, кінорежисер. Лауреат Державної премії Білоруської РСР (1967) за фільм «Москва — Генуя» (у співавт.).

## Біографічні відомості
Народився 1911 р. в Харкові в родині колишнього революціонера-петрашевця. Закінчив кіношколу Б. В. Чайковського (1929). Друкувався з 1929 р. Працював сценаристом на «Мосфільмі» (1932–1934), художнім керівником Об'єднаної студії у Ташкенті (1942–1945).
Викладав у Всесоюзному державному інституті кінематографії (1958–1967).
Нагороджений медалями. Був членом Спілки письменників Росії.

## Фільмографія
За власними сценаріями поставив кінофільми:
- «Москва — Генуя» (1964, у співавт. з В. Корш-Сабліним i П. Армандом)
- «Тисяча вікон» (1967, у співавт. з В. Роговим)
- «Чорне сонце» (1970, співавтор сценарію з К. Кисельовим)
- «Хроніка ночі» (1972)
- «Плата за істину» (1978, співавтор сценарію з Б. Могилевським).

Автор сценаріїв до декількох радянських кінокартин:
- «Друзі зустрічаються знову» (1939, у співавт. з О. Філімоновим)
- «П'ятий океан» (1940, у співавт. з О. Філімоновим)
- «Дорога без сну» (1946, у співавт.)
- «Алішер Навої» (1947, у співавт.)
- «Миклухо-Маклай» (1947, у співавт.)
- «Пржевальський» (1951, у співавт.)
- «Нерозлучні друзі» (1952, у співавт. з О. Батровим)
- «Звичайна історія» (1960)

Написав сценарії до двох мультфільмів режисера М. Серебрякова (студія «Союзмультфільм»):
- «Поїзд пам'яті» (1975, фільм на основі життя і творчості чилійського поета Пабло Неруди)
- «Притча про артиста. „Лицедій“» (1989, за участю М. Серебрякова)